# Dmitri Boulgakov
Pour les articles homonymes, voir Bulgakov.
Dmitri Vitalievitch Boulgakov (en russe : Дмитрий Витальевич Булгаков), né le 20 octobre 1954 à Verkhneye Gurovo, raïon soviétique (oblast de Koursk) en Union soviétique, est un général de l'armée russe et est vice-ministre de la Défense en 2008. Il est démis de ses fonctions en septembre 2022 et remplacé par le colonel-général Mikhaïl Ievguenievitch Mizintsev.

## Carrière
Boulgakov rejoint l'armée soviétique en 1972 et sort diplômé en Services de Défense du Collège militaire de Volsk en 1976. Il sert ensuite dans un centre de ravitaillement alimentaire et poursuit avec un Diplôme de l'Académie militaire des services arrière et des transports. Il occupe divers postes administratifs en tant que commandant adjoint de régiment, commandant adjoint de brigade, commandant adjoint de division et chef adjoint des services arrière du district militaire de Transbaikal.
En 1996, il est diplômé de l'Académie militaire de l'état-major général des forces armées russes et nommé chef d'état-major des services arrière et 1er Chef adjoint des services arrières du district militaire de Moscou. À partir de 1997, il est chef d'état-major des services arrière et 1er chef adjoint des services arrière des forces armées russes.
En 2008, il a été nommé chef des services arrières des forces armées russes et vice-ministre de la Défense.
Depuis le 27 Le 23 juillet 2010, il occupe exclusivement le poste de sous-secrétaire à la Défense et le 23 février 2011, il est nommé Général des armées. À ce poste, il gère l'approvisionnement des troupes russes lors de l'opération militaire en Syrie et en mai 2016 il reçoit le titre de héros de la fédération de Russie par décret présidentiel.
À partir de 2015, il organise la construction de lignes de chemin de fer pour contourner l'Ukraine. En septembre 2015, il est inscrit sur la liste des sanctions ukrainiennes. En tant que spécialiste de l'approvisionnement et chef des services arrière des forces armées russes, il était également responsable de l'approvisionnement technique et matériel des troupes lors de l'invasion russe contre l'Ukraine en 2022.
Cependant  dans la phase initiale de la guerre, des problèmes logistiques de grande envergure apparaissent et les erreurs deviennent évidentes. Le 24 septembre 2022, quelques jours après la mobilisation partielle entamée le 21 septembre 2022, le ministère russe de la Défense annonce le remplacement de Boulgakov par le colonel général Mikhaïl Mizintsev au poste de vice-ministre de la Défense. Mizintsev avait joué un rôle majeur dans le siège et la conquête de la ville ukrainienne de Marioupol par les troupes russes mais il est lui-meme remplacé par un autre général 30 avril 2023.
Boulgakov est membre de l'Académie des sciences militaires de Russie, membre de l'Académie russe des sciences humaines et professeur de l'Académie des questions de sécurité, de défense et d'application de la loi. Il est l'auteur de travaux universitaires sur l'organisation des activités des services arrière et sur l'histoire des services arrière.
Le 26 juillet 2024, Dmitri Boulgakov est arrêté pour soupçon de corruption. C'est le sixième officier ou responsables de l'armée arrêtés cette année.

## Décorations
- Héros de la fédération de Russie (2016)
- Ordre du Mérite pour la Patrie de la 2e classe
- Ordre du Mérite pour la Patrie de la 3e classe
- Ordre du Mérite pour la Patrie de la 4e classe
- Ordre Alexandre Nevski (2014)
- Ordre d'Honneur
- Ordre du mérite militaire
- Ordre des "Services rendus à la patrie dans les forces armées de l'URSS"
- Prix d'État en sciences militaires de la fédération de Russie (2016)
- Spécialiste militaire honoraire de la fédération de Russie